# 유원식 (군인)
유원식(柳原植, 1914년 ~ 1987년 1월 31일)는 일제강점기와 대한민국의 군인이다. 장도영·박정희와 함께 5·16 군사정변을 주도하였고 정변 후 혁명위원회 재경위원장에 선출되었다. 대한민국 임시정부 국무위원이며 독립운동가인 단주 유림의 아들이다. 경상북도 안동출신이다.
그가 일본군에 입대하였다 하여 그의 아버지 유림은 그와 의절하였다. 5·16 군사정변에 주도적으로 참여하였으나 후에 스스로 공직을 사양하고 은퇴한다. 후에 그는 윤보선이 5·16 군사정변을 알고도 묵인했다 주장하여 논란이 벌어지기도 했다.

## 생애
경상북도 안동 출신으로, 일제 강점기의 유명한 항일 운동가 중 한 명인 유림의 아들이다. 유림의 외아들이었으나, 유원식이 만주군 장교가 되었다는 이유로 유림이 부자 관계를 단절하여 평생 다시 만나지 않았다.
일제강점기에 만주로 건너가 만주군 특임 군의 대위를 지냈다. 태평양 전쟁 종전 후에는 미군정 지역으로 내려왔다. 육군사관학교를 제8기로 졸업하고 대한민국 국군 장교가 되어 한국 전쟁에 참전했다.
1960년 육군본부 군 개발국 차장이 되었다.
1961년 육군 대령으로 복무 중 박정희의 권유를 받고 5·16 군사정변에 가담하였고, 정변 직후 바로 청와대를 찾아갔다. 당시 대통령 윤보선은 박정희와 유원식을 보고 올 것이 왔다고 하여 사실상의 군사정변을 승인한 셈이 되었다. 이는 1년 뒤 유원식이 직접 증언한 바 있다.
5·16 군사정변 성공 후 국가재건최고회의에 참여하여 재정경제위원장이 되어 활동했다. 1963년에 육군 준장으로 예편했다.
군정 기간 동안 통화 개혁과 세제 개혁을 주도하고 한국증권거래소 이사장에 오르는 등 경제 부문의 핵심 인물이었다. 당시 유원식은 "혁명정부의 진시황"으로 불릴 정도로 영향력이 있었고, 그가 추진한 정책은 제3공화국 경제 정책의 밑거름이 되었다.  그러나 민주공화당 창당 과정에서 김종필의 부상을 공개적으로 비판 하며 반김 라인을 이끌던 중, 곧바로 김종필의 중앙정보부가 적발한 증권파동에 연루되어 구속되면서 정변 세력에서 밀려났다. 한편 그의 꿈에 아버지인 단주 유림이 나타나 적당한 때에 물러나지 않으면 목을 보전하기 힘들 것이라는 예지몽을 꾸고 스스로 물러났고, 박정희나 김종필이 주는 직책이나 회유를 스스로 사양했다고 한다.
이후 협화실업의 대표 등을 역임했다.

## 공방
후에 유원식이 5·16 군사정변 직전에 대통령 윤보선과 만나 정변 계획에 대한 교감을 나누었으며 정변 소식을 들은 윤보선은 "올 것이 왔다."라는 반응을 보였다는 주장을 내놓아 논란이 일었다.
윤보선의 정변 방조 의혹은 1962년 5월 유원식의 진술로 밝혀졌다. 유원식은 인터뷰에서 '윤보선이 이전부터 쿠데타가 일어나리라는 것을 알았고 이를 방조했다'고 주장하자, 윤보선은 이를 부인하며 '혼란한 장면 정부하에서 무슨 사태가 터질 것으로 예상하고 있었는데, 쿠데타가 일어났다기에 그렇게 말했을 뿐'이라고 반박하였다.
국가원수 신분으로서 정치적 라이벌인 장면의 몰락을 바라며 제2공화국 붕괴를 방관했다는 이러한 주장은, 야당 지도자로 활동 중이었던 윤보선에게는 치명적이었다. 윤보선 측은 5·16 군사정변 계획을 사전에 알고 있었으며 이를 사실상 승인했다는 의혹을 전면 부인하여, 유원식의 주장이 사실인지 여부는 밝혀지지 않았다.

## 사후
2008년 민족문제연구소가 친일인명사전에 수록하기 위해 정리한 친일인명사전 수록예정자 명단 군 부문에 포함되었다.

## 같이 보기
- 5.16 군사정변
- 박정희
- 대한민국 제3공화국

## 저서
- 《5.16 비록 혁명은 어디로 갔나》(인물연구소, 1987)

## 참고 문헌
- 유원식, 《5.16 비록 혁명은 어디로 갔나》(인물연구소, 1987)
- 이석제, 《각하,우리 혁명합시다》(1995, 서적포)
- 윤보선, 외로운 선택의 나날들:윤보선회고록 (동아일보사, 1990)
- 윤치영, 윤치영의 20세기:동산회고록 (삼성출판사, 1991)
- 윤보선, 구국의 가시밭길 (정경문화사, 1967)